# Porto Challenger 2024 - Doppio
Il doppio del torneo di tennis professionistico Porto Challenger 2024, facente parte della categoria Challenger 75 nell'ambito dell'ATP Challenger Tour 2024, si è giocato dal 26 agosto al 1º settembre a Porto, in Portogallo. Questa è stata la prima edizione del torneo.
In finale Daniel Cukierman e Piotr Matuszewski hanno sconfitto Romain Arneodo e Théo Arribagé con il punteggio di 6–4, 6–0.

## Teste di serie
1. Romain Arneodo /  Théo Arribagé (finale)
2. Daniel Cukierman /  Piotr Matuszewski (campioni)

1. Íñigo Cervantes /  Oriol Roca Batalla (primo turno)
2. Alexander Donski /  Tiago Pereira (primo turno)

## Wildcard
1. Pedro Araújo /  Diogo Marques (primo turno)

1. Rodrigo Cruz /  Francisco Rocha (quarti di finale)

## Tabellone

### Legenda
| - Q = Qualificato - WC = Wild card - LL = Lucky loser | - ALT = Alternate - SE = Special Exempt - PR = Protected Ranking | - w/o = Walkover - r = Ritirato - d = Squalificato |

|  | Primo turno | Primo turno                     | Primo turno                  | Primo turno | Primo turno |  |  | Quarti di finale | Quarti di finale                | Quarti di finale                | Quarti di finale          | Quarti di finale          |   |    | Semifinali | Semifinali                      | Semifinali                      | Semifinali                         | Semifinali                         |   |   | Finale | Finale | Finale | Finale | Finale |  |
|  |             |                                 |                              |             |             |  |  |                  |                                 |                                 |                           |                           |   |    |            |                                 |                                 |                                    |                                    |   |   |        |        |        |        |        |  |
|  | 1           | R Arneodo T Arribagé            | R Arneodo T Arribagé         | 6           | 7           |  |  |                  |                                 |                                 |                           |                           |   |    |            |                                 |                                 |                                    |                                    |   |   |        |        |        |        |        |  |
|  | WC          | P Araújo D Marques              | P Araújo D Marques           | 0           | 5           |  |  | 1                | R Arneodo T Arribagé            | R Arneodo T Arribagé            | 6                         | 6                         |   |    |            |                                 |                                 |                                    |                                    |   |   |        |        |        |        |        |  |
|  |             | J Domingues F Ferreira Silva    | J Domingues F Ferreira Silva | 67          | 63          |  |  | WC               | R Cruz F Rocha                  | R Cruz F Rocha                  | 2                         | 1                         |   |    |            |                                 |                                 |                                    |                                    |   |   |        |        |        |        |        |  |
|  | WC          | R Cruz F Rocha                  | R Cruz F Rocha               | 79          | 7           |  |  |                  |                                 |                                 |                           |                           |   |    | 1          | R Arneodo T Arribagé            | R Arneodo T Arribagé            | 6                                  | 7                                  |   |   |        |        |        |        |        |  |
|  | 4           | A Donski T Pereira              | A Donski T Pereira           | 2           | 4           |  |  |                  |                                 |                                 | S Banthia T Whiting       | S Banthia T Whiting       | 2 | 65 |            |                                 |                                 |                                    |                                    |   |   |        |        |        |        |        |  |
|  |             | S Banthia T Whiting             | S Banthia T Whiting          | 6           | 6           |  |  |                  | S Banthia T Whiting             | 3                               | 6                         | [10]                      |   |    |            |                                 |                                 |                                    |                                    |   |   |        |        |        |        |        |  |
|  |             | D Masur M Möller                | D Masur M Möller             | 7           | 6           |  |  |                  | D Masur M Möller                | 6                               | 3                         | [7]                       |   |    |            |                                 |                                 |                                    |                                    |   |   |        |        |        |        |        |  |
|  |             | S Fanselow P Sakamoto           | S Fanselow P Sakamoto        | 5           | 1           |  |  |                  |                                 |                                 |                           |                           |   |    | 1          | Romain Arneodo Théo Arribagé    | Romain Arneodo Théo Arribagé    | 4                                  | 0                                  |   |   |        |        |        |        |        |  |
|  |             | M Hermans B Pujol Navarro       | M Hermans B Pujol Navarro    | 6           | 6           |  |  |                  |                                 |                                 |                           |                           |   |    |            |                                 | 2                               | Daniel Cukierman Piotr Matuszewski | Daniel Cukierman Piotr Matuszewski | 6 | 6 |        |        |        |        |        |  |
|  |             | W Grant D Vale                  | W Grant D Vale               | 3           | 2           |  |  |                  | M Hermans B Pujol Navarro       | M Hermans B Pujol Navarro       | 4                         | 2                         |   |    |            |                                 |                                 |                                    |                                    |   |   |        |        |        |        |        |  |
|  |             | F Agamenone S Rodríguez Taverna | 6                            | 61          | [10]        |  |  |                  | F Agamenone S Rodríguez Taverna | F Agamenone S Rodríguez Taverna | 6                         | 6                         |   |    |            |                                 |                                 |                                    |                                    |   |   |        |        |        |        |        |  |
|  | 3           | Í Cervantes O Roca Batalla      | 4                            | 7           | [2]         |  |  |                  |                                 |                                 |                           |                           |   |    |            | F Agamenone S Rodríguez Taverna | F Agamenone S Rodríguez Taverna | 65                                 | 3                                  |   |   |        |        |        |        |        |  |
|  |             | A Andreev N Sánchez Izquierdo   | 5                            | 6           | [10]        |  |  |                  |                                 | 2                               | D Cukierman P Matuszewski | D Cukierman P Matuszewski | 7 | 6  |            |                                 |                                 |                                    |                                    |   |   |        |        |        |        |        |  |
|  |             | D Jordà Sanchis E Kırkın        | 7                            | 3           | [2]         |  |  |                  | A Andreev N Sánchez Izquierdo   | A Andreev N Sánchez Izquierdo   | 2                         | 3                         |   |    |            |                                 |                                 |                                    |                                    |   |   |        |        |        |        |        |  |
|  |             | J Davis S Duncan                | J Davis S Duncan             | 3           | 63          |  |  | 2                | D Cukierman P Matuszewski       | D Cukierman P Matuszewski       | 6                         | 6                         |   |    |            |                                 |                                 |                                    |                                    |   |   |        |        |        |        |        |  |
|  | 2           | D Cukierman P Matuszewski       | D Cukierman P Matuszewski    | 6           | 7           |  |  |                  |                                 |                                 |                           |                           |   |    |            |                                 |                                 |                                    |                                    |   |   |        |        |        |        |        |  |